# Heteromys oresterus
Heteromys oresterus (Гетероміс гірський) — вид гризунів з родини Гетеромісові (Heteromyidae) підряду Бобровиді (Castorimorpha).

## Опис виду
Середня вага тіла дорослої особини: 74.8 гр. Середня повна довжина тіла дорослої особини: 11.0 см.

## Проживання
Проживає в Коста-Риці. Вид знаходиться в мокрому, гірському дубовому лісі, з численними поваленими деревами. Виявлений у вторинних лісах. В основному його біологія невідома. Живе на висотах від 1800 до 2600 м. при середній річній кількості опадів 2588 мм.

## Загрози та охорона
Немає великих загроз для виду. Зустрічається в основному на охоронних територіях.
| Панда | Це незавершена стаття з теріології. Ви можете допомогти проєкту, виправивши або дописавши її. |